# Andorra al Festival de la Cançó d'Eurovisió
Andorra ha participat en el Festival de la Cançó d'Eurovisió sis vegades des del seu debut en 2004. L'interès al Principat d'Andorra en el festival ve de llarg, tot i que Ràdio i Televisió d'Andorra (RTVA) no l'emetia, però els ciutadans andorrans el podien seguir a través de les televisions espanyola (La 1 i La 2) i francesa (TF1, France 2 i France 3) des de 1975 fins a l'actualitat.
En 2004 (any en què va debutar), a l'hora triar al seu cantant, la televisió andorrana va demanar la col·laboració de la televisió pública catalana TV3 en l'organització d'una preselecció anomenada 12 punts. D'aquesta va sortir-ne vencedora Marta Roure amb la cançó «Jugarem a estimar-nos», de l'autor barceloní Jofre Bardagí. En aquesta preselecció van participar Marta Roure i el duo Bis a bis, i de manera indirecta com a compositors, alguns grups catalans com Gossos o Astrud.
Malgrat l'interès d'Andorra en el festival, Andorra mai s'ha classificat per a la final. De fet, es va quedar a les portes en 2007 en posicionar-se en 12è lloc amb 80 punts (la seva millor posició en la seva història). En 2008, Andorra va triar la cantant catalana Gisela, famosa per concursar en la primera edició d'Operación Triunfo, un concurs que ha servir en diverses de les seves edicions per triar el representant d'Espanya en Eurovisió. No obstant això, en la semifinal celebrada a Belgrad, va quedar en la 16a posició amb tan sols 22 punts, per la qual cosa no va poder passar a la final. En 2009, per sisena vegada consecutiva, Andorra no va passar a la final del festival de la música europea, de manera que mai no ha participat en una final ni ha pogut entrar dins del TOP-10.
A causa de la crisi econòmica que pateix el canal públic d'Andorra al llarg dels últims anys, en 2010 la RTVA va decidir deixar de participar, almenys temporalment, al Festival de la Cançó d'Eurovisió. Així i tot, encara que Ràdio i Televisió d'Andorra no podia fer front als costos que suposava participar en el Festival, va enviar la carta formal d'inscripció a la UER i va establir un termini perquè algun patrocinador voluntari s'oferís per finançar el projecte. El patrocinador mai no hi va arribar i, com a conseqüència, Andorra no va tenir una altra opció que retirar-se del concurs. Amb tot, el director de RTVA, va deixar la porta oberta de cara a altres anys. Ell mateix va reconèixer que la inversió necessària per representar bé a un país en Eurovisió seria de 300.000 € mínims, quan Andorra només n'hi aportava 188.000.

## Participacions
Llegenda
| Any                                   | Seu      | Artista           | Cançó                   | Final                | Punts                | Semifinal | Punts |
| ------------------------------------- | -------- | ----------------- | ----------------------- | -------------------- | -------------------- | --------- | ----- |
| 2004                                  | Istanbul | Marta Roure       | «Jugarem a estimar-nos» | No es va classificar | No es va classificar | 18        | 12    |
| 2005                                  | Kíev     | Marian van de Wal | «La mirada interior»    | No es va classificar | No es va classificar | 23        | 27    |
| 2006                                  | Atenes   | Jenny             | «Sense tu»              | No es va classificar | No es va classificar | 23        | 8     |
| 2007                                  | Hèlsinki | Anonymous         | «Salvem el món»         | No es va classificar | No es va classificar | 12        | 80    |
| 2008                                  | Belgrad  | Gisela            | «Casanova»              | No es va classificar | No es va classificar | 16        | 22    |
| 2009                                  | Moscou   | Susanne Georgi    | «La teva decisió»       | No es va classificar | No es va classificar | 15        | 8     |
| No hi va participar entre 2010 i 2025 |          |                   |                         |                      |                      |           |       |

## Galeria d'imatges

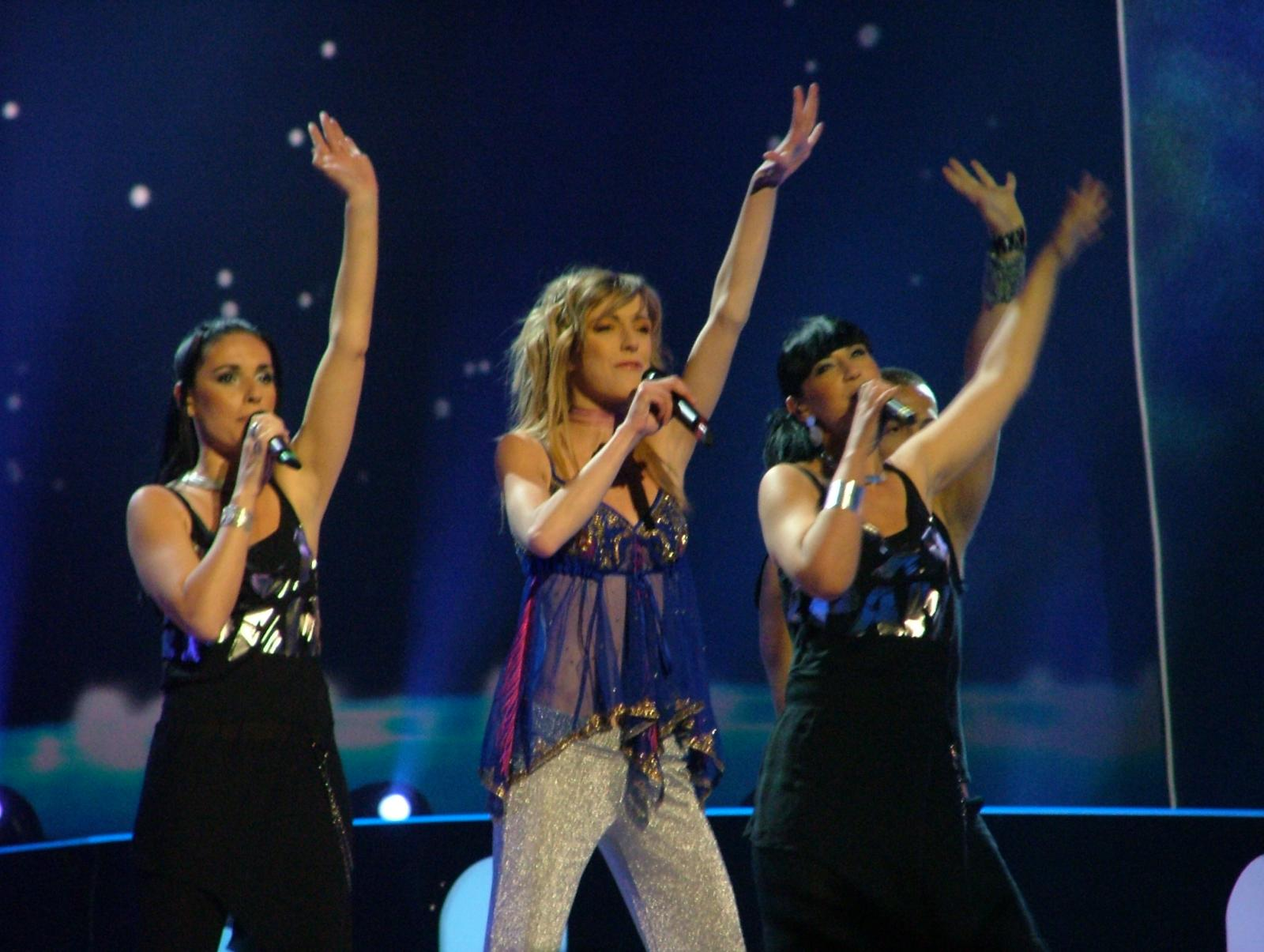
Marta Roure a Istanbul (2004)
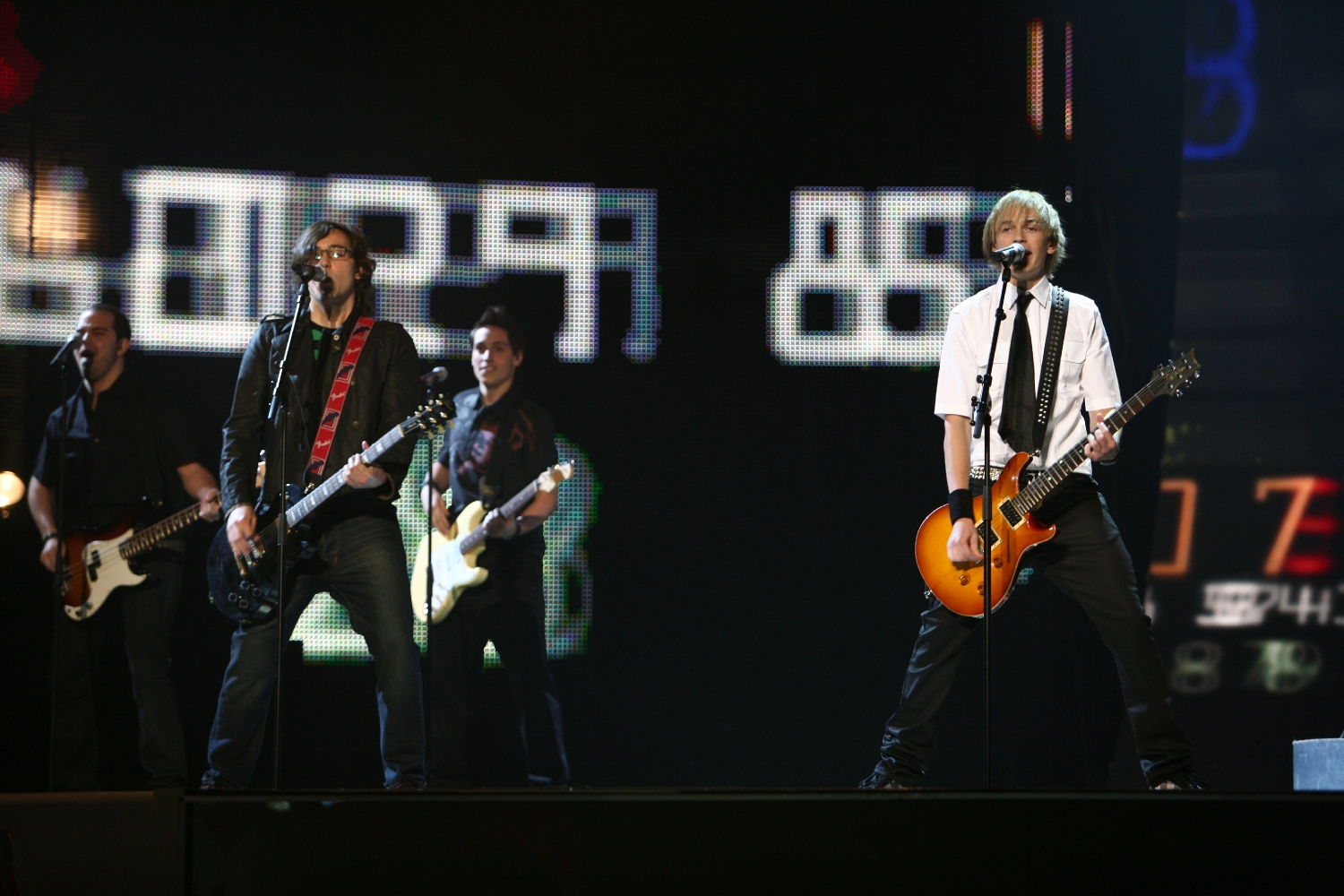
Anonymous a Hèlsinki (2007)
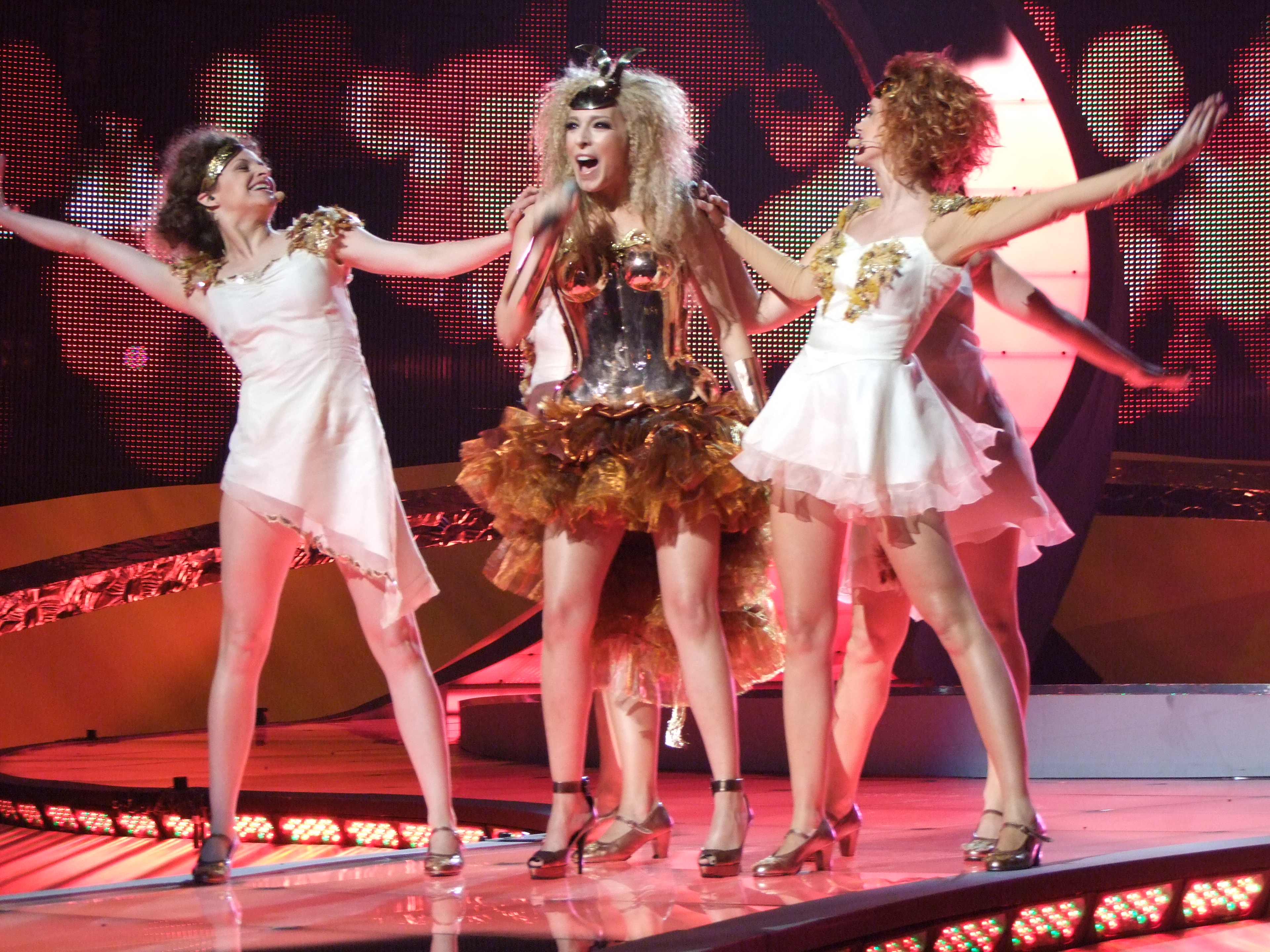
Gisela a Belgrad (2008)